# 영종동
영종동(永宗洞)은 인천광역시 중구 영종도에 있는 행정동이다.

## 역사
- 조선 시대 : 인천도호부에 속함.
- 1895년 음력 윤5월 1일 : 인천부 인천군 영종면
- 1896년 8월 4일 : 경기도 인천군 영종면
- 1910년 10월 1일 : 경기도 인천부 영종면
- 1914년 : 행정구역 통폐합으로 부천군 영종면으로 개편.
- 1973년 : 부천군의 폐지로 옹진군에 편입.
- 1989년 : 영종면이 인천직할시 중구에 편입되어 영종동으로 개편.
- 1995년 : 지방자치제 실시로 인천직할시가 인천광역시로 개편.
- 2012년 1월 1일 : 영종출장소 운서지소가 운서동으로 분리·승격[1]
- 2014년 1월 1일 : 영종출장소 중산지소 설치[2] → 2016년 9월 5일 폐지[3]
- 2018년 1월 1일 : 영종1동이 영종동에서 분동[4]
- 2024년 1월 1일 : 영종2동이 영종1동에서 분동

## 법정동

### 영종동
- 운남동(雲南洞) 일부
- 운북동(雲北洞)
- 중산동(中山洞) 일부

### 영종1동
- 중산동 일부
- 운남동 일부

### 영종2동
- 중산동 일부

## 교육
- 인천영종초등학교 (중산동)
  - 인천영종초등학교 금산분교 (운북동)
- 인천운남초등학교 (운남동)
- 인천하늘초등학교 (중산동)
- 인천중산초등학교 (중산동)
- 인천별빛초등학교 (운남동)
- 영종중학교 (운남동)
- 인천중산중학교 (중산동)
- 인천하늘중학교 (운남동)
- 영종국제물류고등학교 (운남동)
- 인천중산고등학교 (중산동)

## 같이 보기
- 영종도